# 伍德羅 (科羅拉多州)
伍德羅（英語：Woodrow）是位於美國科羅拉多州華盛頓縣的一個非建制地區。該地的面積和人口皆未知。

## 地理
伍德羅的座標為39°59′17″N 103°35′30″W / 39.98806°N 103.59167°W，而該地的平均海拔高度為1369米（即4491英尺）。